# في. جي. جيروم
في. جي. جيروم (بالإنجليزية: V. J. Jerome)‏ (1896 - 1965)؛ روائي أمريكي. درس في كلية مدينة نيويورك.